# Bromelia alta
Espèce
Classification phylogénétique
Bromelia alta est une espèce de plantes à fleurs de la famille des Bromeliaceae. C'est une plante tropicale originaire du Guyana et du Suriname.

## Distribution
L'espèce est présente au Guyana et au Suriname.

## Description
L'espèce est hémicryptophyte.